# Хасан-Али-хан Дагистани
Хасан-Али-хан Дагистани (неизвестно — 1721) — сефевидский чиновник лезгинского происхождения, служивший бейларбеем Ширвана (1718) и Шемахи (1720-1721). Он был племянником Фатали-хана Дагестанского — премьер-министра государства Сефевидов (1716—1720).

## Биография
В период Ширван-бейлербея лезгины Сефевидских районов Дагестана и Восточной Грузии (долина Каниг) подняли восстание против Ширван-бейлербея и полностью разгромили силы Гасанили-хана в Шеки. Шамахида выступил с большим войском Сефевидов для защиты от нового нападения лезгин в период Бейларбея, но последнее напало на них рано утром недалеко от Шеки; Хасани-хан Дагестанский и многие его войска были убиты.